# 2-Octen
2-Octen ist eine chemische Verbindung aus der Gruppe der Alkene, die in zwei isomeren Formen vorkommt.

## Vorkommen

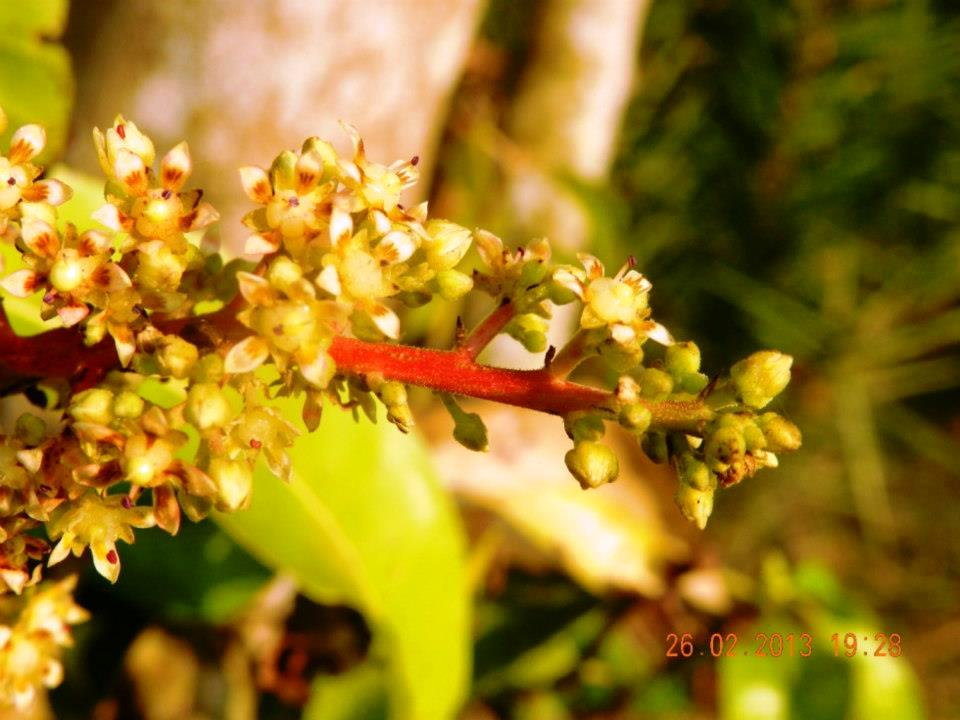
Mangoblüten enthalten natürlicherweise 2-Octen

Natürlich kommt 2-Octen in Mangoblüten vor.

## Gewinnung und Darstellung
2-Octen kann durch Isomerisierung von 1-Octen gewonnen werden, wobei etwa 50 % trans-2-Octen, 10 % cis-2-Octen, 20 % trans-3-Octen, 10 % trans-4-Octen und weitere Isomere entstehen.

## Eigenschaften
2-Octen ist eine farblose Flüssigkeit, die praktisch unlöslich in Wasser ist.

## Verwendung
2-Octen kann als Aromastoff und für organische Synthesen verwendet werden.